# Udaipurwati
Udaipurwati là một thành phố và khu đô thị của quận Jhunjhunun thuộc bang Rajasthan, Ấn Độ.

## Nhân khẩu
Theo điều tra dân số năm 2001 của Ấn Độ, Udaipurwati có dân số 27.831 người. Phái nam chiếm 52% tổng số dân và phái nữ chiếm 48%. Udaipurwati có tỷ lệ 56% biết đọc biết viết, thấp hơn tỷ lệ trung bình toàn quốc là 59,5%: tỷ lệ cho phái nam là 69%, và tỷ lệ cho phái nữ là 43%. Tại Udaipurwati, 19% dân số nhỏ hơn 6 tuổi.